# Variola louti
A garoupa-papagaio (Variola louti) é uma garoupa do gênero Variola. Esta espécie prefere recifes ao largo da costa a praias continentais e é geralmente observada junto a recifes de coral, em águas limpas, com profundidades superiores a 15 metros. Alimenta-se sobretudo de peixes, mas também de crustáceos como caranguejos e camarões.